# استوژیتس آرنا
استوژیتس آرنا (اسلوونیایی: Arena Stožice) یک سالن سرپوشیده چند منظوره است که در لیوبلیانا، اسلوونی واقع شده است. این بنا توسط معماران اسلوونیایی Sadar Vuga doo طراحی شده است و بزرگ‌ترین سالن سرپوشیده در کشور است. این شهر در منطقه بژیگراد، شمال مرکز شهر واقع شده است. این سالن بخشی از مجموعه پارک ورزشی استوژیتس است.
این عرصه، زمین خانگی باشگاه بسکتبال KK Cedevita Olimpija است.

## تاریخ
این ورزشگاه به نام منطقه ای که در آن قرار دارد نامگذاری شده است و با توجه به حقوق اسپانسر امکان تغییر نام در آینده وجود دارد. همراه با یک استادیوم فوتبال، بخشی از پارک ورزشی استوژیتس است. مساحت ساختمان عرصه ۱۴۱۶۴ متر مربع است. تنها در ۱۴ ماه ساخته شد و در ۱۰ اوت ۲۰۱۰ با یک مسابقه بسکتبال بین اسلوونی و اسپانیا افتتاح شد که اسپانیا با نتیجه ۷۹–۷۲ پس از وقت اضافه برنده شد.
این ورزشگاه دارای ظرفیت ۱۲۴۸۰ صندلی برای بسکتبال است و در قسمت شمال غربی پارک قرار دارد. چهار سطح کانکس و پایه‌های پایین، VIP و فوقانی با گنبدی صدفی پوشیده شده است. این عرصه برای ورزش‌های داخل سالن مانند بسکتبال، هندبال و والیبال استفاده می‌شود و محل برگزاری KK Cedevita Olimpija است. این ورزشگاه یکی از مکان‌های اصلی تیم ملی اسلوونی در بیشتر ورزش‌های داخل سالن به‌جز هاکی روی یخ است که این عرصه برای آن مناسب نیست و تنها در صورت نصب دستگاه‌های خنک‌کننده یخ می‌تواند میزبانی کند. در کنار استادیوم سالن نیز برای میزبانی بسیاری از رویدادهای فرهنگی طراحی شده است.
استوژیتس آرنا یکی از چهار ورزشگاه مورد استفاده برای قهرمانی هندبال زنان اروپا ۲۰۲۲ و یکی از چهار ورزشگاه برای یورو بسکت زنان ۲۰۲۳ خواهد بود.

## نگارخانه

زمین والیبال در سال ۲۰۱۳
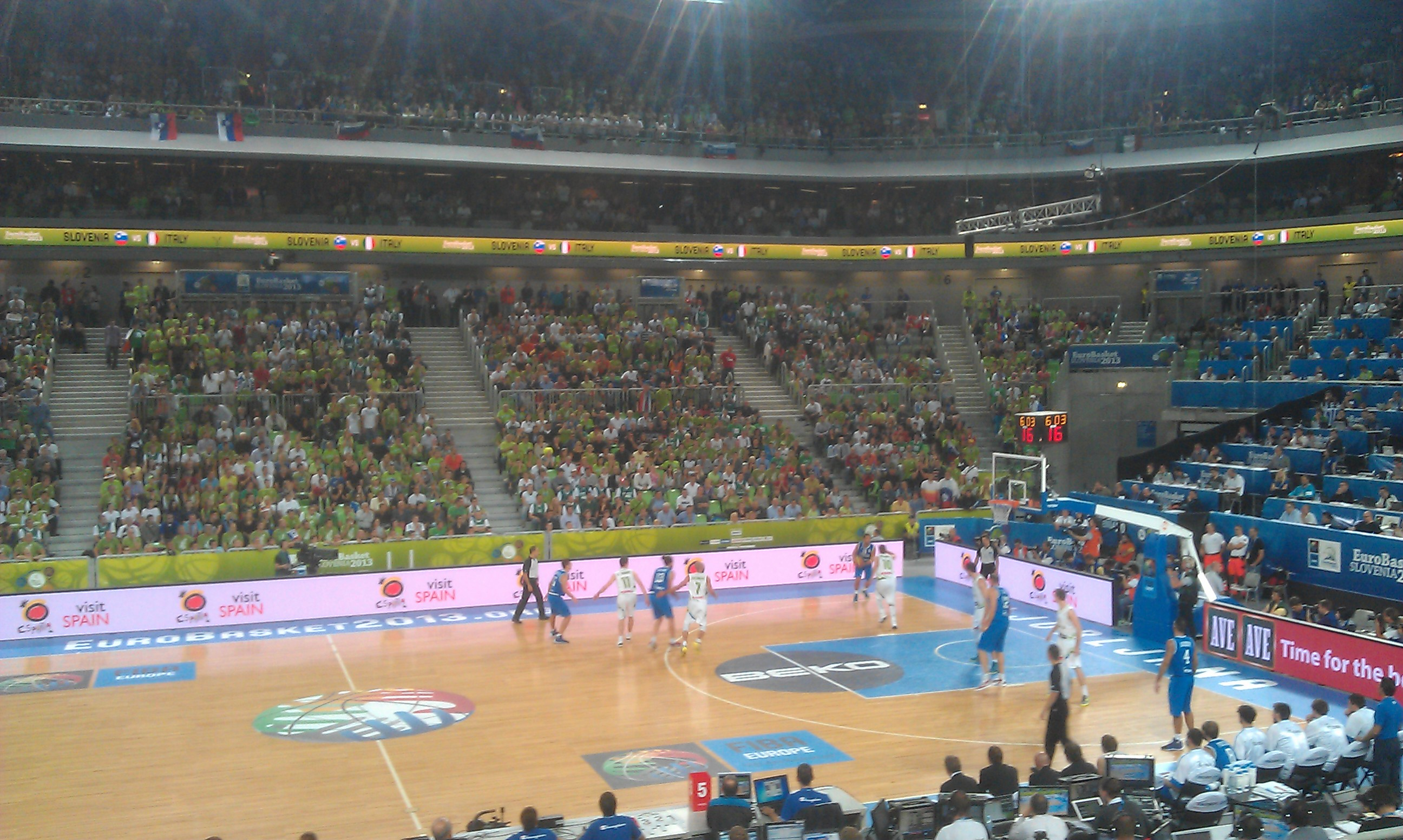
استوژیتس آرنا در یورو بسکت ۲۰۱۳
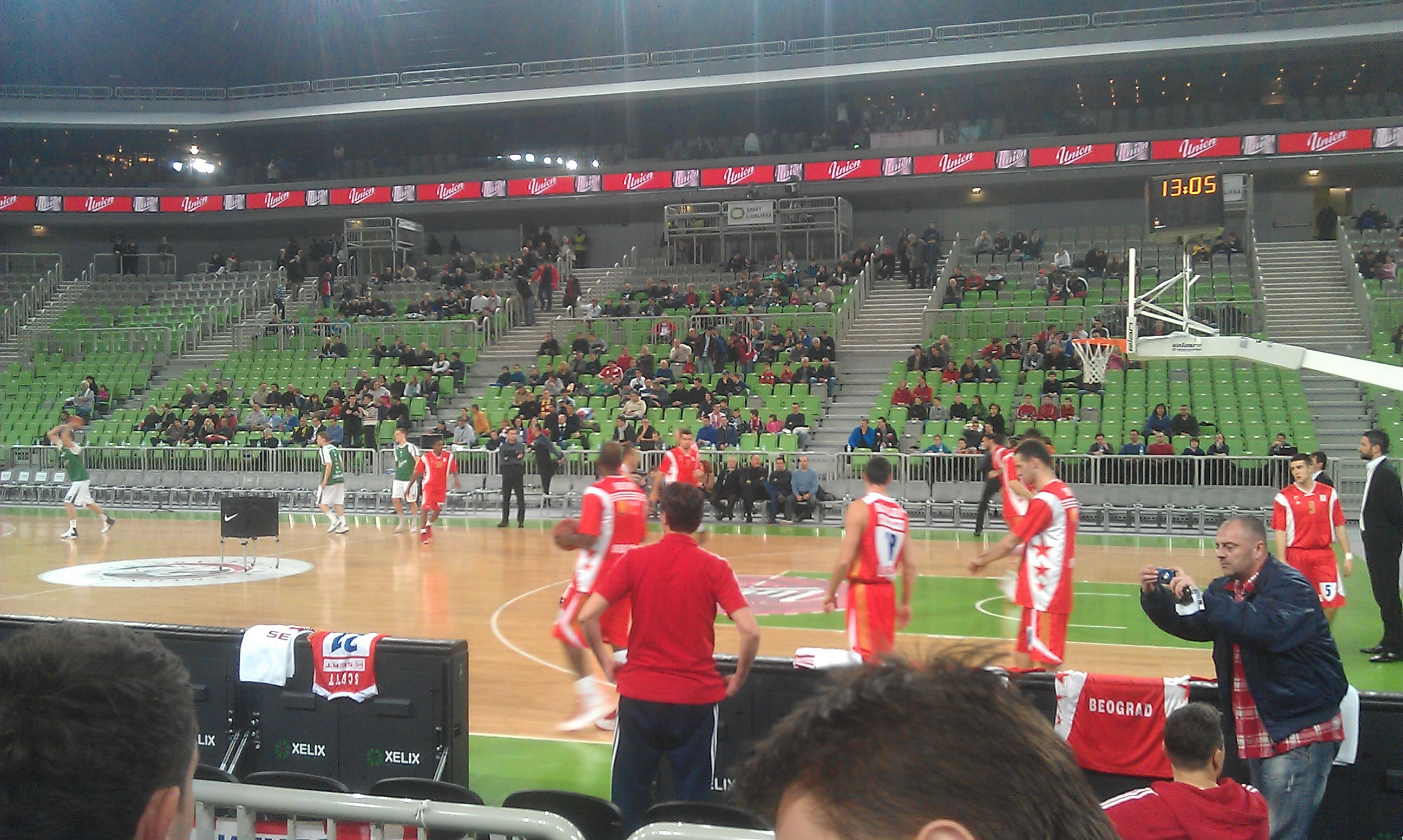
استوژیتس آرنا در سال ۲۰۱۳